# Eospalax smithii
Eospalax smithii es una especie de roedor de la familia Spalacidae endémica de China.